# Oxysulfure de zirconium
Sulfure de zirconyle
L'oxysulfure de zirconium, ou sulfure de zirconyle, est un composé de l'oxygène, du soufre et du zirconium, de formule ZrOS. Le zirconium y est à l'état d'oxydation +IV et le soufre et l'oxygène à l'état −II.

## Propriétés physiques
Dans les conditions normales de température et de pression, l'oxysulfure de zirconium est un solide de couleur jaune.
L'oxysulfure de zirconium cristallise dans le système cubique simple (a = 5,696 ± 0,002 Å, λ = 1,541 8 Å), avec le groupe d'espace T4-P213. Le zirconium a la coordinence 7 : il est entouré de trois atomes d'oxygène à une distance de 2,13 Å, d'un atome de soufre à 2,61 Å et de trois atomes de soufre à 2,63 Å. Le polyèdre de coordination a une symétrie de groupe ponctuel C3v-3m.
En 2014, un polymorphe tétragonal de l'oxysulfure de zirconium (t-ZrOS) a été obtenu sous forme de nanopoudre par la méthode sol-gel en utilisant une solution aqueuse de thio-urée CS(NH2)2 et d'un complexe d'oxalate (anion [Zr(C2O4)]4−). Le groupe d'espace de t-ZrOS est P4/nmm.

## Propriétés chimiques
Chauffé en présence d'air, l'oxysulfure de zirconium s'enflamme spontanément et produit du dioxyde de zirconium solide et du dioxyde de soufre gazeux :
2 ZrOS + 3 O2 → 2 ZrO2 + 2 SO2